# 1309
Portal Geschichte | Portal Biografien | Aktuelle Ereignisse | Jahreskalender | Tagesartikel

◄ |
13. Jahrhundert |
14. Jahrhundert
| 15. Jahrhundert | ►

◄ |
1270er |
1280er |
1290er |
1300er
| 1310er | 1320er | 1330er | ►

◄◄ |
◄ |
1305 |
1306 |
1307 |
1308 |
1309
| 1310 | 1311 | 1312 | 1313 | ► | ►►
Staatsoberhäupter  · Nekrolog
| Januar | Januar | Januar | Januar | Januar | Januar | Januar | Januar |
| Kw     | Mo     | Di     | Mi     | Do     | Fr     | Sa     | So     |
| 1      |        |        | 1      | 2      | 3      | 4      | 5      |
| 2      | 6      | 7      | 8      | 9      | 10     | 11     | 12     |
| 3      | 13     | 14     | 15     | 16     | 17     | 18     | 19     |
| 4      | 20     | 21     | 22     | 23     | 24     | 25     | 26     |
| 5      | 27     | 28     | 29     | 30     | 31     |        |        |
| ------ | ------ | ------ | ------ | ------ | ------ | ------ | ------ |

| Februar | Februar | Februar | Februar | Februar | Februar | Februar | Februar |
| Kw      | Mo      | Di      | Mi      | Do      | Fr      | Sa      | So      |
| 5       |         |         |         |         |         | 1       | 2       |
| 6       | 3       | 4       | 5       | 6       | 7       | 8       | 9       |
| 7       | 10      | 11      | 12      | 13      | 14      | 15      | 16      |
| 8       | 17      | 18      | 19      | 20      | 21      | 22      | 23      |
| 9       | 24      | 25      | 26      | 27      | 28      |         |         |
| ------- | ------- | ------- | ------- | ------- | ------- | ------- | ------- |

| März | März | März | März | März | März | März | März |
| Kw   | Mo   | Di   | Mi   | Do   | Fr   | Sa   | So   |
| 9    |      |      |      |      |      | 1    | 2    |
| 10   | 3    | 4    | 5    | 6    | 7    | 8    | 9    |
| 11   | 10   | 11   | 12   | 13   | 14   | 15   | 16   |
| 12   | 17   | 18   | 19   | 20   | 21   | 22   | 23   |
| 13   | 24   | 25   | 26   | 27   | 28   | 29   | 30   |
| 14   | 31   |      |      |      |      |      |      |
| ---- | ---- | ---- | ---- | ---- | ---- | ---- | ---- |

| April | April | April | April | April | April | April | April |
| Kw    | Mo    | Di    | Mi    | Do    | Fr    | Sa    | So    |
| 14    |       | 1     | 2     | 3     | 4     | 5     | 6     |
| 15    | 7     | 8     | 9     | 10    | 11    | 12    | 13    |
| 16    | 14    | 15    | 16    | 17    | 18    | 19    | 20    |
| 17    | 21    | 22    | 23    | 24    | 25    | 26    | 27    |
| 18    | 28    | 29    | 30    |       |       |       |       |
| ----- | ----- | ----- | ----- | ----- | ----- | ----- | ----- |

| Mai | Mai | Mai | Mai | Mai | Mai | Mai | Mai |
| Kw  | Mo  | Di  | Mi  | Do  | Fr  | Sa  | So  |
| 18  |     |     |     | 1   | 2   | 3   | 4   |
| 19  | 5   | 6   | 7   | 8   | 9   | 10  | 11  |
| 20  | 12  | 13  | 14  | 15  | 16  | 17  | 18  |
| 21  | 19  | 20  | 21  | 22  | 23  | 24  | 25  |
| 22  | 26  | 27  | 28  | 29  | 30  | 31  |     |
| --- | --- | --- | --- | --- | --- | --- | --- |

| Juni | Juni | Juni | Juni | Juni | Juni | Juni | Juni |
| Kw   | Mo   | Di   | Mi   | Do   | Fr   | Sa   | So   |
| 22   |      |      |      |      |      |      | 1    |
| 23   | 2    | 3    | 4    | 5    | 6    | 7    | 8    |
| 24   | 9    | 10   | 11   | 12   | 13   | 14   | 15   |
| 25   | 16   | 17   | 18   | 19   | 20   | 21   | 22   |
| 26   | 23   | 24   | 25   | 26   | 27   | 28   | 29   |
| 27   | 30   |      |      |      |      |      |      |
| ---- | ---- | ---- | ---- | ---- | ---- | ---- | ---- |

| Juli | Juli | Juli | Juli | Juli | Juli | Juli | Juli |
| Kw   | Mo   | Di   | Mi   | Do   | Fr   | Sa   | So   |
| 27   |      | 1    | 2    | 3    | 4    | 5    | 6    |
| 28   | 7    | 8    | 9    | 10   | 11   | 12   | 13   |
| 29   | 14   | 15   | 16   | 17   | 18   | 19   | 20   |
| 30   | 21   | 22   | 23   | 24   | 25   | 26   | 27   |
| 31   | 28   | 29   | 30   | 31   |      |      |      |
| ---- | ---- | ---- | ---- | ---- | ---- | ---- | ---- |

| August | August | August | August | August | August | August | August |
| Kw     | Mo     | Di     | Mi     | Do     | Fr     | Sa     | So     |
| 31     |        |        |        |        | 1      | 2      | 3      |
| 32     | 4      | 5      | 6      | 7      | 8      | 9      | 10     |
| 33     | 11     | 12     | 13     | 14     | 15     | 16     | 17     |
| 34     | 18     | 19     | 20     | 21     | 22     | 23     | 24     |
| 35     | 25     | 26     | 27     | 28     | 29     | 30     | 31     |
| ------ | ------ | ------ | ------ | ------ | ------ | ------ | ------ |

| September | September | September | September | September | September | September | September |
| Kw        | Mo        | Di        | Mi        | Do        | Fr        | Sa        | So        |
| 36        | 1         | 2         | 3         | 4         | 5         | 6         | 7         |
| 37        | 8         | 9         | 10        | 11        | 12        | 13        | 14        |
| 38        | 15        | 16        | 17        | 18        | 19        | 20        | 21        |
| 39        | 22        | 23        | 24        | 25        | 26        | 27        | 28        |
| 40        | 29        | 30        |           |           |           |           |           |
| --------- | --------- | --------- | --------- | --------- | --------- | --------- | --------- |

| Oktober | Oktober | Oktober | Oktober | Oktober | Oktober | Oktober | Oktober |
| Kw      | Mo      | Di      | Mi      | Do      | Fr      | Sa      | So      |
| 40      |         |         | 1       | 2       | 3       | 4       | 5       |
| 41      | 6       | 7       | 8       | 9       | 10      | 11      | 12      |
| 42      | 13      | 14      | 15      | 16      | 17      | 18      | 19      |
| 43      | 20      | 21      | 22      | 23      | 24      | 25      | 26      |
| 44      | 27      | 28      | 29      | 30      | 31      |         |         |
| ------- | ------- | ------- | ------- | ------- | ------- | ------- | ------- |

| November | November | November | November | November | November | November | November |
| Kw       | Mo       | Di       | Mi       | Do       | Fr       | Sa       | So       |
| 44       |          |          |          |          |          | 1        | 2        |
| 45       | 3        | 4        | 5        | 6        | 7        | 8        | 9        |
| 46       | 10       | 11       | 12       | 13       | 14       | 15       | 16       |
| 47       | 17       | 18       | 19       | 20       | 21       | 22       | 23       |
| 48       | 24       | 25       | 26       | 27       | 28       | 29       | 30       |
| -------- | -------- | -------- | -------- | -------- | -------- | -------- | -------- |

| Dezember | Dezember | Dezember | Dezember | Dezember | Dezember | Dezember | Dezember |
| Kw       | Mo       | Di       | Mi       | Do       | Fr       | Sa       | So       |
| 49       | 1        | 2        | 3        | 4        | 5        | 6        | 7        |
| 50       | 8        | 9        | 10       | 11       | 12       | 13       | 14       |
| 51       | 15       | 16       | 17       | 18       | 19       | 20       | 21       |
| 52       | 22       | 23       | 24       | 25       | 26       | 27       | 28       |
| 1        | 29       | 30       | 31       |          |          |          |          |
| -------- | -------- | -------- | -------- | -------- | -------- | -------- | -------- |

| Januar | Januar | Januar | Januar | Januar | Januar | Januar | Januar |
| Kw     | Mo     | Di     | Mi     | Do     | Fr     | Sa     | So     |
| 1      |        |        | 1      | 2      | 3      | 4      | 5      |
| 2      | 6      | 7      | 8      | 9      | 10     | 11     | 12     |
| 3      | 13     | 14     | 15     | 16     | 17     | 18     | 19     |
| 4      | 20     | 21     | 22     | 23     | 24     | 25     | 26     |
| 5      | 27     | 28     | 29     | 30     | 31     |        |        |
| ------ | ------ | ------ | ------ | ------ | ------ | ------ | ------ |

| Februar | Februar | Februar | Februar | Februar | Februar | Februar | Februar |
| Kw      | Mo      | Di      | Mi      | Do      | Fr      | Sa      | So      |
| 5       |         |         |         |         |         | 1       | 2       |
| 6       | 3       | 4       | 5       | 6       | 7       | 8       | 9       |
| 7       | 10      | 11      | 12      | 13      | 14      | 15      | 16      |
| 8       | 17      | 18      | 19      | 20      | 21      | 22      | 23      |
| 9       | 24      | 25      | 26      | 27      | 28      |         |         |
| ------- | ------- | ------- | ------- | ------- | ------- | ------- | ------- |

| März | März | März | März | März | März | März | März |
| Kw   | Mo   | Di   | Mi   | Do   | Fr   | Sa   | So   |
| 9    |      |      |      |      |      | 1    | 2    |
| 10   | 3    | 4    | 5    | 6    | 7    | 8    | 9    |
| 11   | 10   | 11   | 12   | 13   | 14   | 15   | 16   |
| 12   | 17   | 18   | 19   | 20   | 21   | 22   | 23   |
| 13   | 24   | 25   | 26   | 27   | 28   | 29   | 30   |
| 14   | 31   |      |      |      |      |      |      |
| ---- | ---- | ---- | ---- | ---- | ---- | ---- | ---- |

| April | April | April | April | April | April | April | April |
| Kw    | Mo    | Di    | Mi    | Do    | Fr    | Sa    | So    |
| 14    |       | 1     | 2     | 3     | 4     | 5     | 6     |
| 15    | 7     | 8     | 9     | 10    | 11    | 12    | 13    |
| 16    | 14    | 15    | 16    | 17    | 18    | 19    | 20    |
| 17    | 21    | 22    | 23    | 24    | 25    | 26    | 27    |
| 18    | 28    | 29    | 30    |       |       |       |       |
| ----- | ----- | ----- | ----- | ----- | ----- | ----- | ----- |

| Mai | Mai | Mai | Mai | Mai | Mai | Mai | Mai |
| Kw  | Mo  | Di  | Mi  | Do  | Fr  | Sa  | So  |
| 18  |     |     |     | 1   | 2   | 3   | 4   |
| 19  | 5   | 6   | 7   | 8   | 9   | 10  | 11  |
| 20  | 12  | 13  | 14  | 15  | 16  | 17  | 18  |
| 21  | 19  | 20  | 21  | 22  | 23  | 24  | 25  |
| 22  | 26  | 27  | 28  | 29  | 30  | 31  |     |
| --- | --- | --- | --- | --- | --- | --- | --- |

| Juni | Juni | Juni | Juni | Juni | Juni | Juni | Juni |
| Kw   | Mo   | Di   | Mi   | Do   | Fr   | Sa   | So   |
| 22   |      |      |      |      |      |      | 1    |
| 23   | 2    | 3    | 4    | 5    | 6    | 7    | 8    |
| 24   | 9    | 10   | 11   | 12   | 13   | 14   | 15   |
| 25   | 16   | 17   | 18   | 19   | 20   | 21   | 22   |
| 26   | 23   | 24   | 25   | 26   | 27   | 28   | 29   |
| 27   | 30   |      |      |      |      |      |      |
| ---- | ---- | ---- | ---- | ---- | ---- | ---- | ---- |

| Juli | Juli | Juli | Juli | Juli | Juli | Juli | Juli |
| Kw   | Mo   | Di   | Mi   | Do   | Fr   | Sa   | So   |
| 27   |      | 1    | 2    | 3    | 4    | 5    | 6    |
| 28   | 7    | 8    | 9    | 10   | 11   | 12   | 13   |
| 29   | 14   | 15   | 16   | 17   | 18   | 19   | 20   |
| 30   | 21   | 22   | 23   | 24   | 25   | 26   | 27   |
| 31   | 28   | 29   | 30   | 31   |      |      |      |
| ---- | ---- | ---- | ---- | ---- | ---- | ---- | ---- |

| August | August | August | August | August | August | August | August |
| Kw     | Mo     | Di     | Mi     | Do     | Fr     | Sa     | So     |
| 31     |        |        |        |        | 1      | 2      | 3      |
| 32     | 4      | 5      | 6      | 7      | 8      | 9      | 10     |
| 33     | 11     | 12     | 13     | 14     | 15     | 16     | 17     |
| 34     | 18     | 19     | 20     | 21     | 22     | 23     | 24     |
| 35     | 25     | 26     | 27     | 28     | 29     | 30     | 31     |
| ------ | ------ | ------ | ------ | ------ | ------ | ------ | ------ |

| September | September | September | September | September | September | September | September |
| Kw        | Mo        | Di        | Mi        | Do        | Fr        | Sa        | So        |
| 36        | 1         | 2         | 3         | 4         | 5         | 6         | 7         |
| 37        | 8         | 9         | 10        | 11        | 12        | 13        | 14        |
| 38        | 15        | 16        | 17        | 18        | 19        | 20        | 21        |
| 39        | 22        | 23        | 24        | 25        | 26        | 27        | 28        |
| 40        | 29        | 30        |           |           |           |           |           |
| --------- | --------- | --------- | --------- | --------- | --------- | --------- | --------- |

| Oktober | Oktober | Oktober | Oktober | Oktober | Oktober | Oktober | Oktober |
| Kw      | Mo      | Di      | Mi      | Do      | Fr      | Sa      | So      |
| 40      |         |         | 1       | 2       | 3       | 4       | 5       |
| 41      | 6       | 7       | 8       | 9       | 10      | 11      | 12      |
| 42      | 13      | 14      | 15      | 16      | 17      | 18      | 19      |
| 43      | 20      | 21      | 22      | 23      | 24      | 25      | 26      |
| 44      | 27      | 28      | 29      | 30      | 31      |         |         |
| ------- | ------- | ------- | ------- | ------- | ------- | ------- | ------- |

| November | November | November | November | November | November | November | November |
| Kw       | Mo       | Di       | Mi       | Do       | Fr       | Sa       | So       |
| 44       |          |          |          |          |          | 1        | 2        |
| 45       | 3        | 4        | 5        | 6        | 7        | 8        | 9        |
| 46       | 10       | 11       | 12       | 13       | 14       | 15       | 16       |
| 47       | 17       | 18       | 19       | 20       | 21       | 22       | 23       |
| 48       | 24       | 25       | 26       | 27       | 28       | 29       | 30       |
| -------- | -------- | -------- | -------- | -------- | -------- | -------- | -------- |

| Dezember | Dezember | Dezember | Dezember | Dezember | Dezember | Dezember | Dezember |
| Kw       | Mo       | Di       | Mi       | Do       | Fr       | Sa       | So       |
| 49       | 1        | 2        | 3        | 4        | 5        | 6        | 7        |
| 50       | 8        | 9        | 10       | 11       | 12       | 13       | 14       |
| 51       | 15       | 16       | 17       | 18       | 19       | 20       | 21       |
| 52       | 22       | 23       | 24       | 25       | 26       | 27       | 28       |
| 1        | 29       | 30       | 31       |          |          |          |          |
| -------- | -------- | -------- | -------- | -------- | -------- | -------- | -------- |

## Ereignisse

### Politik und Weltgeschehen

#### Frankreich und das Avignonesische Papsttum

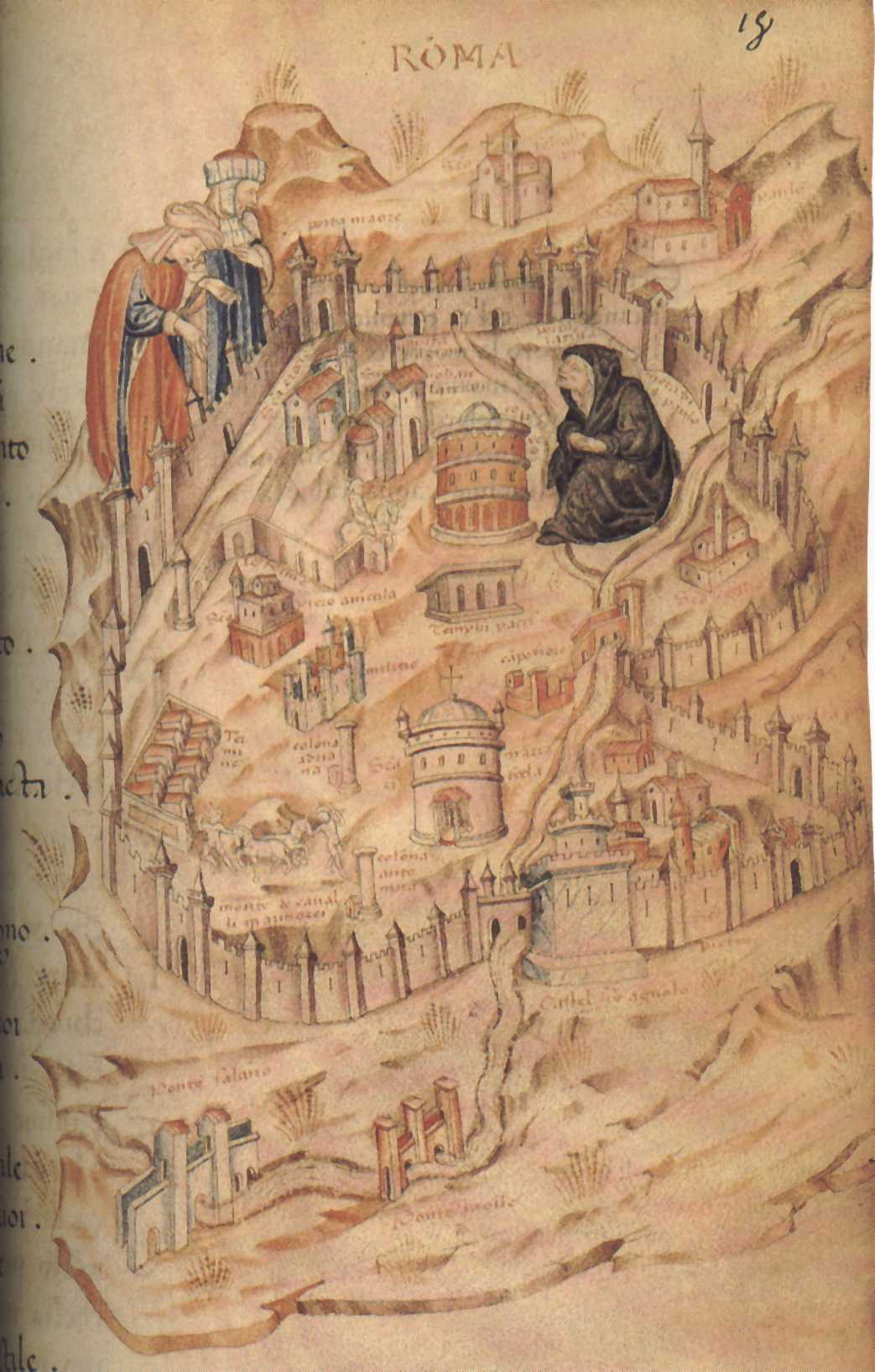
Mittelalterliche Darstellung von Rom als Witwe in Schwarz, die den Verlust des Papsttums betrauert

Ab diesem Jahr bestimmt Frankreich die Richtlinien der Papstpolitik: Der aus Frankreich stammende Papst Clemens V. verlegt im März auf Druck von König Philipp dem Schönen den Papstsitz und den Sitz der Kurie nach Avignon. Damit beginnt das bis 1376 dauernde sogenannte „Avignonesische Exil“. Unter französischem Einfluss wird das Papsttum zum Spielball französischer Machtinteressen und büßt seine Autorität als überparteiliche Macht im christlichen Abendland ein. Die Verfolgung des Templerordens beginnt sich zu intensivieren.

#### Christliche Ritterorden

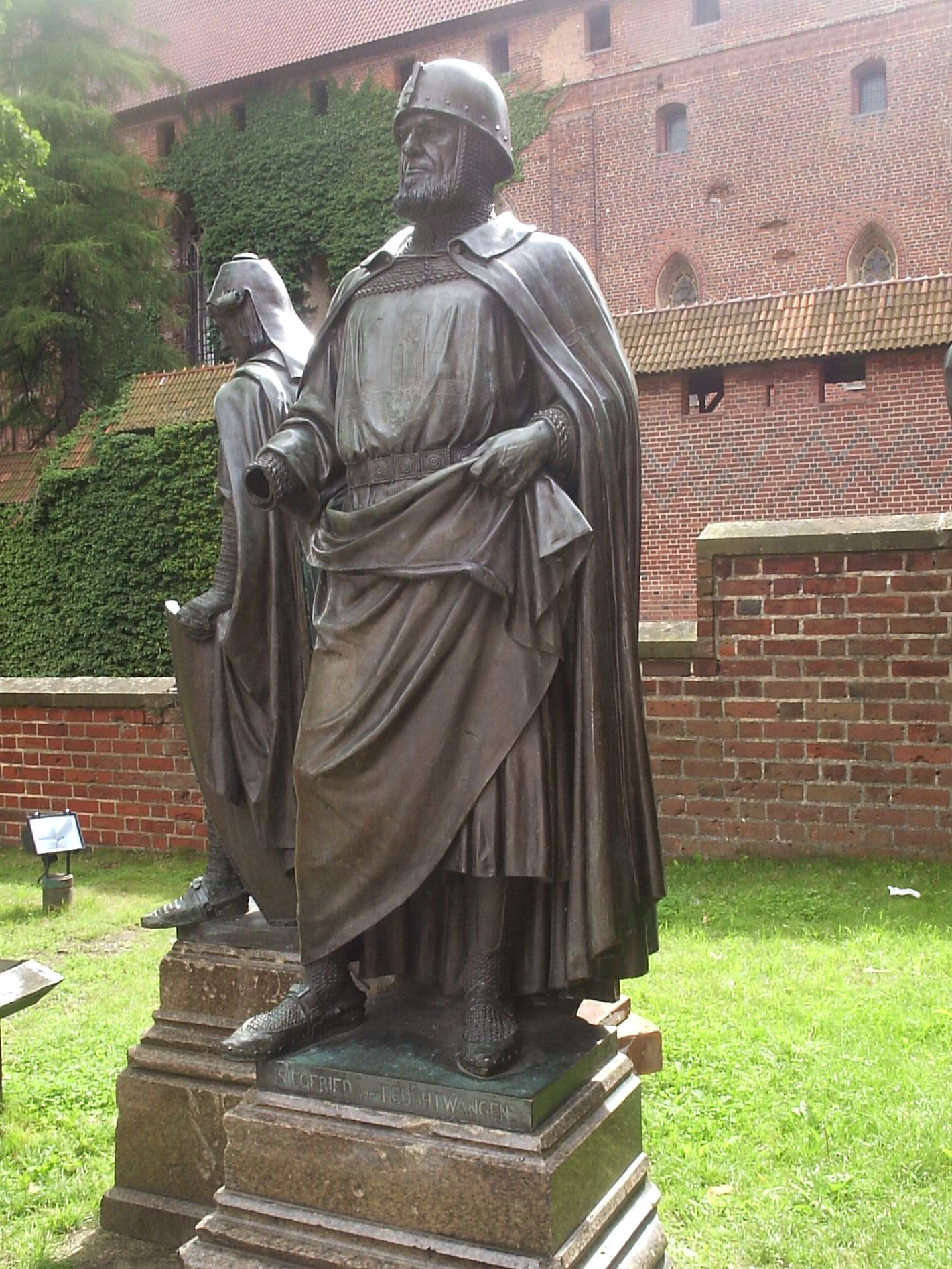
Statue Siegfried von Feuchtwangens auf der Marienburg

Der Deutsche Orden verlegt seinen Sitz unter dem Hochmeister Siegfried von Feuchtwangen von Venedig auf die Marienburg, eine Deutschordensburg an der Nogat im seit Mitte des 13. Jahrhunderts bestehenden Deutschordensstaat im Baltikum und Preußen. Das Amt des Landmeisters von Preußen wird damit aufgelöst und mit dem des Hochmeisters vereinigt. Mit dem Vertrag von Soldin vom 13. September erwirbt er von Waldemar, Markgraf von Brandenburg, für 10.000 Silbermark brandenburgischen Gewichts an den polnischen Landesrechten des Władysław I. Ellenlang vorbei seine strittigen Ansprüche am Herzogtum Pommerellen. Die Länder um Schlawe, Stolp, Rügenwalde und Bütow gehen an das pommerellische Adelsgeschlecht der Swenzonen als brandenburgische Lehnsnehmer, der größere Rest mit der Hauptfeste Danzig wird vom Deutschen Orden vereinnahmt.

Großmeisterwappen Foulques' de Villaret

Nach mehr als zweijährigen Kämpfen erobern die Ritter des Johanniterordens, des späteren Malteserordens, unter ihrem Großmeister Foulques de Villaret die Stadt Rhodos und erringen damit die Herrschaft über die gleichnamige Insel von dem mit Genuesern und dem türkischen Beylik Mentesche verbündeten Byzantinischen Reich. Der Sitz des Ordens wird bald darauf von Zypern nach Rhodos verlegt.

#### Heiliges Römisches Reich

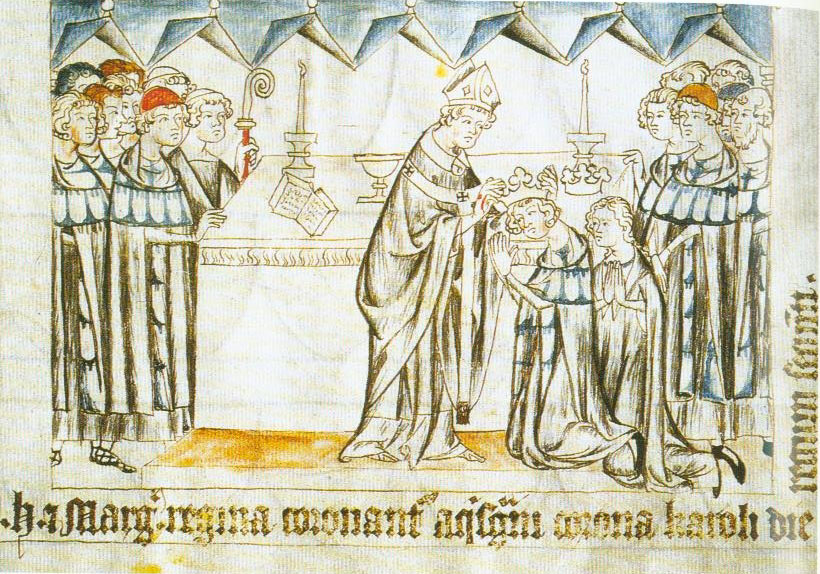
Die Krönung Heinrichs und Margaretes, Bilderchronik des Kurfürsten Balduin von Trier, Trier um 1340

- 6. Januar: Der Ende des Vorjahres von sechs Kurfürsten gewählte Heinrich VII. von Luxemburg wird in Aachen vom Kölner Erzbischof Heinrich II. von Virneburg zum römisch-deutschen König gekrönt. Seine Gattin Margarete von Brabant wird gemeinsam mit ihm gekrönt.
- 24. Februar: Nach dem Tod seines Vaters Bogislaw IV. wird Wartislaw IV. Herzog von Pommern.
- Juni: Entstehung und Wachstum der Alten Eidgenossenschaft: König Heinrich VII. von Luxemburg bestätigt die Reichsunmittelbarkeit von Uri und Schwyz und bezieht nun auch Unterwalden darin ein; die drei Waldstätten werden einem königlichen Landvogt unterstellt. Diese Privilegierung wird heute als bedeutender Schritt hin zur späteren Bündnisbildung betrachtet.
- August/September: In Speyer wird ein Hoftag abgehalten.
- 17. September: Heinrich VII. bestätigt in Speyer die Herrschaftsrechte der Habsburg in Österreich, Steiermark und Krain. Er verurteilt die Mörder seines Vorgängers Albrecht I. und nimmt ihnen „Ehre und Recht“. Die Habsburger geben ihre noch bestehenden Ansprüche auf das Königreich Böhmen auf und stellen Heinrich Truppen sowie ein Darlehen zur Verfügung; als Gegenleistung erhalten sie die Markgrafschaft Mähren als Pfand. In der Folge unterstützen sie die Politik Heinrichs. Auch mit anderen Großen des Reichs wie den Wittelsbachern kommt Heinrich zu konsensualen Übereinkünften.

#### Süditalien/Frankreich

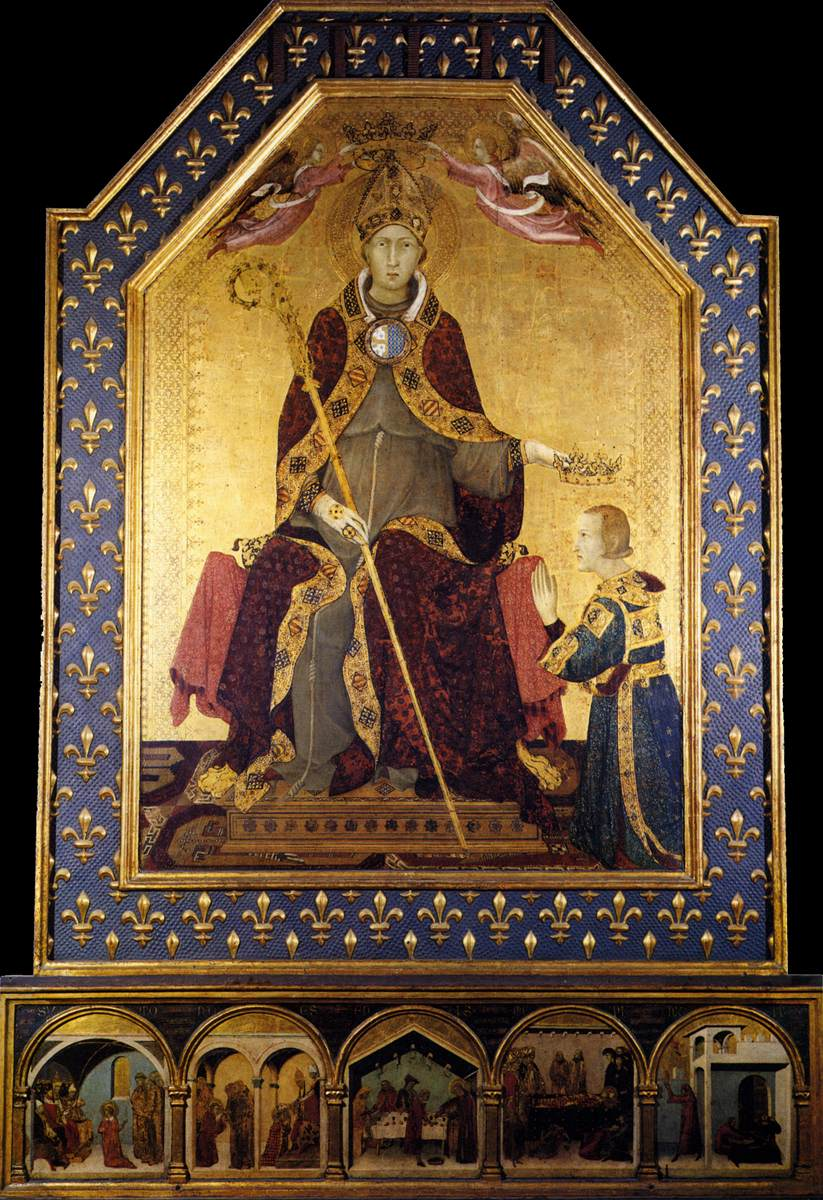
Der heilige Ludwig von Toulouse krönt seinen Bruder Robert von Anjou
(Simone Martini, 1317)

- 6. Mai: Robert von Anjou, auch der Weise genannt, wird nach dem Tod seines Vaters Karl II. König von Neapel und Graf von Provence. Er wird vom Papst auch zum König von Sizilien gekrönt, wo aber de facto sein Gegner Friedrich II. von Aragonien herrscht. Robert avanciert in den nächsten Jahren zum Führer der antikaiserlichen Guelfen.

#### Iberische Halbinsel
- Abu al Juyusch Nasr ben Mohammed setzt seinen älteren Bruder Muhammad III. als Emir von Granada ab und übernimmt die Herrschaft im Reich der Nasriden.

#### Stadtrechte und urkundliche Ersterwähnungen
- Spangenberg bekommt die Stadtrechte verliehen.
- Courtaman, Dardagny, Oberstocken und Speicher werden zum ersten Mal urkundlich erwähnt.

### Wissenschaft und Technik

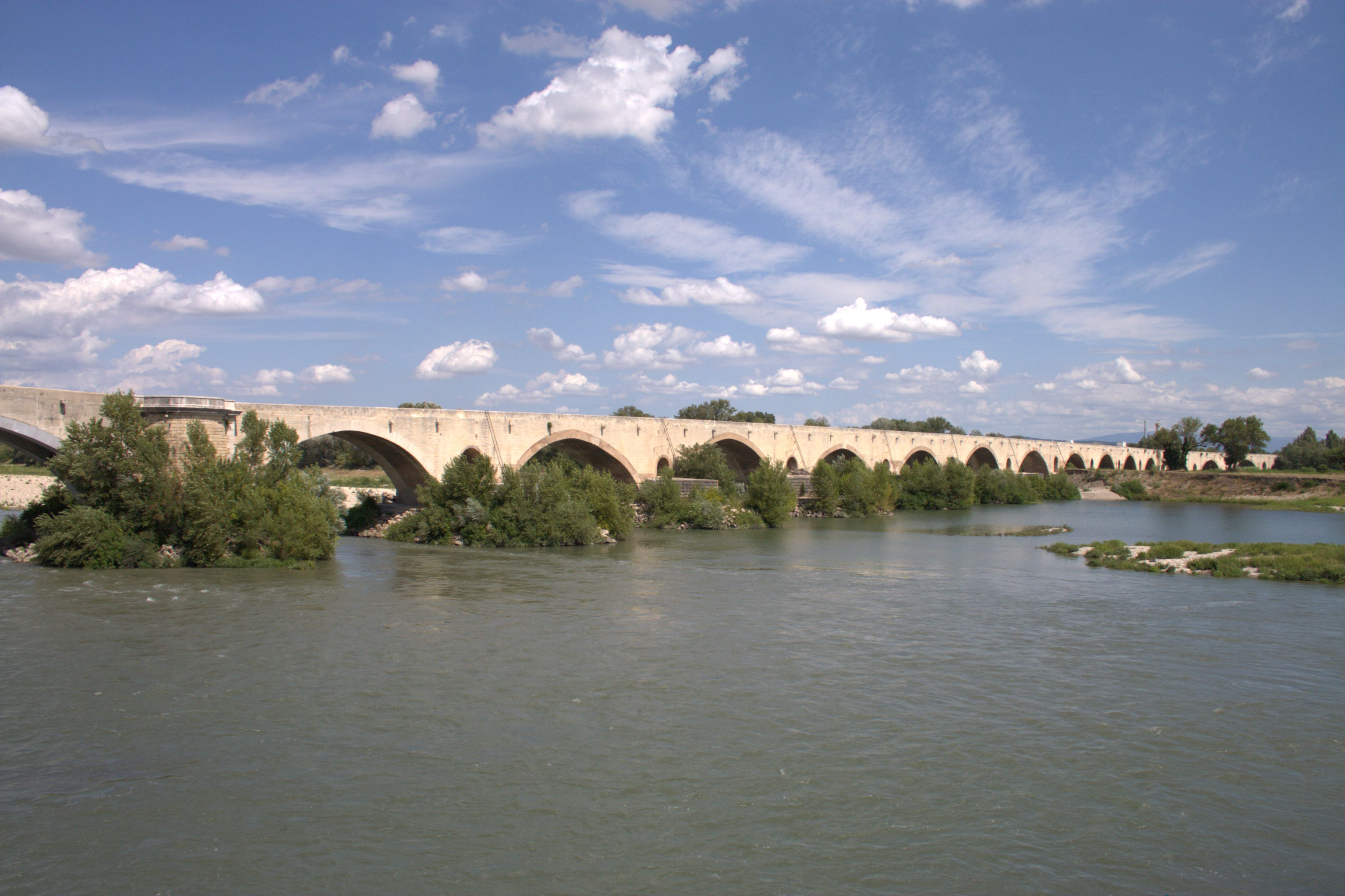
Pont Saint-Esprit

- Der Pont Saint-Esprit, eine Steinbogenbrücke über die Rhone, wird nach 44-jähriger Bauzeit fertiggestellt. Sie ist lange Zeit die einzige Steinbrücke zwischen Lyon und dem Meer und die längste Brücke in Europa.

### Religion
- Das Basler Domkapitel wählt Lüthold II. von Rötteln zum Bischof von Basel und löst damit einen mehrjährigen Streit mit Papst Clemens V. aus, der bereits Gerhard von Wippingen mit diesem Amt betraut hat.
- Othon de Champvent wird als Nachfolger des nach Basel versetzten Gerhard von Wippingen Bischof von Lausanne.
- Friedrich I. Spät von Faimingen wird Bischof von Augsburg.

## Geboren

### Geburtsdatum gesichert
- 25. März: Robert de Ferrers, englischer Adeliger († 1350)
- 9. Juni: Ruprecht I., Kurfürst von der Pfalz († 1390)

### Genaues Geburtsdatum unbekannt
- Anna von Litauen, Königin von Polen († 1339)
- Firuz Schah Tughluq, Sultan von Delhi († 1388)
- Guigues VIII., Dauphin von Viennois († 1333)
- Johann I., Graf von Nassau-Weilburg († 1371)
- Konrad von Megenberg, Universalgelehrter († 1374)
- Leon V., König des Armenischen Königreichs von Kilikien († 1341)
- Tshelpa Künga Dorje, Person des tibetischen Buddhismus († 1364)

### Geboren um 1309
- Humphrey de Bohun, englischer Magnat († 1361)
- Guy Brian, englischer Adeliger, Militär und Diplomat († 1390)

## Gestorben

### Todesdatum gesichert
- 4. Januar: Angela von Foligno, Heilige der römisch-katholischen Kirche (* 1248)
- 24. Februar: Bogislaw IV., Herzog von Pommern
- 22. März: Lukardis von Oberweimar, deutsche Zisterzienserin und Mystikerin (* um 1247)
- 11. April: Jørund, Erzbischof von Nidaros (Trondheim)
- 6. Mai: Karl II., König von Neapel (* 1254)
- 19. Mai: Augustinus Novellus, Augustiner-Eremit und Kanzler des Königs Manfred von Sizilien (* um 1240)
- 13. Juli: Johann I., abgesetzter Bischof von Utrecht
- 16. Juli: James Stewart, High Stewart und Guardian von Schottland (* um 1243)
- 26./30. Juli: Otto von Grandson, Bischof von Basel
- 8. August: John Lestrange, englischer Adeliger und Feldherr (* 1254)
- 10. August: Giovanni Boccamazza, Bischof und Kardinal
- 24. August: Theobald de Verdon, anglo-irischer Adeliger (* um 1248)
- 5. November: Gottfried von Hohenlohe, Hochmeister des Deutschen Ordens (* 1265)
- 5. November: Magister Jordanus, deutscher Kleriker und Bibliothekar
- 13. November: Luitgard von Tübingen, Pfalzgräfin von Tübingen (* um 1240)
- 27. November: Otto IV., Markgraf von Brandenburg (* um 1238)
- 9. Dezember: Heinrich III., Herzog von Glogau, Steinau, Sprottau und Sagan (* 1251/60)
- 21. Dezember: Mechthild von Kleve, Landgräfin von Hessen

### Genaues Todesdatum unbekannt
- nach dem 6. Oktober: Friedrich VII., Graf von Zollern
- Elisabeth von Rapperswil, deutsche Adelige (* 1251/61)
- Heinrich III. von Praunheim, Reichsschultheiß der Reichsstadt Frankfurt am Main
- James of St. George, savoyischer Architekt in England (* um 1230)
- Johann II., Graf von Dreux (* 1265)
- Margaret Longespée, englische Adelige (* um 1254)
- Konrad Sack, Deutschordensritter und Landmeister von Preußen (* um 1250)
- Rudolf von Wart, deutscher Adeliger